# 鲁热 (上马恩省)
鲁热（法語：Rougeux，法語發音：[ʁuʒø]）是法国上马恩省的一个市镇，属于朗格勒区。

## 地理
鲁热（47°48'37"N, 5°34'52"E）面积9.82 平方千米，位于法国大東部大區上马恩省，该省份为法国东北部内陆省份，北起马恩省和默兹省，西接奥布省，西南接科多尔省，东南接上索恩省，东临孚日省。
与鲁热接壤的市镇（或旧市镇、城区）包括：尚瑟夫赖讷、绍德奈、法伊比约、上阿芒斯、阿芒斯河畔迈济耶尔。

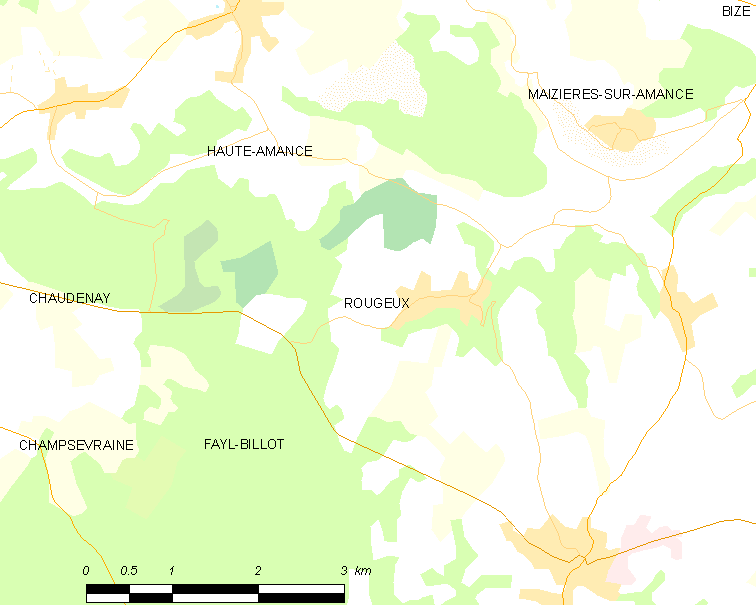
的OSM定位图

鲁热的时区为UTC+01:00、UTC+02:00（夏令时）。

## 行政
鲁热的邮政编码为52500，INSEE市镇编码为52438。

## 政治
鲁热所属的省级选区为沙兰德雷县。

## 人口

1962-2008年间人口变化图示

鲁热于2022年1月1日时的人口数量为114人。